# Jacques Graindorge
Pour les articles homonymes, voir Graindorge.
Jacques Graindorge, sieur de Prémont, né en 1614 à Caen, où il est mort en 1659, est un archéologue français.
Graindorge possédait une grande connaissance des antiquités romaines, et des médailles. Il savait aussi l’italien et l’espagnol, et il étudia la langue grecque dans les dernières années de sa vie.
Pierre-Daniel Huet, l’évêque d’Avranches, avait été son ami, et en quelque sorte son disciple. Comme pour son frère cadet, André Graindorge, cofondateur avec Huet, de l’Académie de physique de Caen, il en fait un grand éloge pour son gout et son savoir au commencement de son traité de Interpretatione, dans ses Origines de Caen, seconde édition, et en plusieurs endroits de son Commentarius de rebus ad eum pertinentibus, mais en l’accusant d’une grande paresse. En effet, sa paresse naturelle déguisée en philosophie et en mépris de la réputation, rendirent presque inutiles son gout délicat, son jugement solide, sa fine critique et son vaste génie. Il avait néanmoins fait insérer quelques dissertations, dans les Mémoires scientifiques du temps et rempli avec beaucoup d’honneur les premières charges municipales de Caen.
Graindorge, qui craignait naturellement l’eau, fut, par une ironie du sort, emporté par une hydropisie de cœur.

## Sources
- Louis Moréri, Supplément au grand Dictionnaire historique, généalogique, géographique, &c. de M. Louis Moreri : pour servir à la dernière édition de l’an 1732 & aux précédentes, t. 1, Paris, Veuve Lemercier, 1735, p. 71-2.